# Округ Потсдам-Мителмарк
Округ Потсдам-Мителмарк је округ на западу немачке покрајине Бранденбург. 
Површина округа је 2.575,05 km². Крајем 2009. имао је 204.594 становника. Има 38 насеља, од којих је седиште управе у месту Бад Белциг. 
Округ се налази на јужним обалама реке Хафел и северној страни шумовитих брда Флеминг. 